# Strofa Balassiego
Strofa Balassiego – strofa dziewięciowersowa, składająca się z wersów sześciozgłoskowych i siedmiozgłoskowych w porządku 6/6/7/6/6/7/6/6/7, rymowana aabccbddb,nazwana na cześć renesansowego poety węgierskiego Bálinta Balassiego, który stosował ją w swojej twórczości lirycznej. W polskich przekładach bywa zapisywana 12(6+6)/7/12(6+6)/7/12(6+6)/7.